# Мішель Дюрок
Мішель Дюрок (фр. Gérard Christophe Michel Duroc; 25 жовтня 1772 — 23 травня 1813) — французький генерал, гофмаршал часів Першої Французької імперії.

## Життєпис
Походив із дрібного дворянства. Народився у 1772 році у м.Понт-а-Муссон у родині військового. Дюрок здобув освіту у військовій школі Понт-а-Муссон, потім вступив до артилерійського училища у Шалоні. Вже у 1792 році отримав звання лейтенанта. Незабаром він став капітаном, а вслід за тим у 1796 році начальником штаба Італійської армії на чолі із Наполеоном Бонапарта. Дюрок відзначився в італійському поході, зокрема 1797 року у битві на річці Соча його було поранено. Згодом супроводжував Бонапарта в Єгипетському поході 1798—1799 року. На цей час він вже був очільником бригади. Дюрок відзначився у битвах при Яффі, Адукір, Сен-Жан д'Акр.
Брав участь у заколоті 18 брюмера 1799 року. Після цього виконував низку дипломатичних місій, зокрема в Берліні. Став помічником-ад'ютантом Першого консула. У 1800 році отримав звання бригадного генерала та губернатора Тюїльрі. Того ж року разом з Наполеоном Бонапартом узяв участь у новій війні проти Австрії, де Мішель Дюрок відзначився в битві при Маренго. Після завершення військової кампанії виконував доручення Бонапарта у Росії, Данії, Швеції, Австрії.
Після оголошення Франції імперією Дюрок став гофмаршалом двора Наполеона I та герцогом Бріоном. Надалі скрізь супроводжував Наполеона, зокрема командував гренадерами у битвах при Аустреліцом, Еслінзі, Ваграмі. Водночас очолював у 1806 році перемовини з прусським королем Фрідріхом-Вільгельмом III, курфюрстом Саксонії Фрідріхом-Августом III, створенні деяких держав Рейнського союзу й укладанню Цнаймського перемир'я у 1809 році.
За свої успіхи у 1808 році Дюрок отрима титул герцога Фріульського, Орден Почесного легіону, а після військової кампанії проти Росії — звання сенатора (1813 рік). Загинув 23 травня 1813 року, коли після перемоги французів у битві при Бауцені, переслідував відступаючого супротивника.
Похований у Домі Інвалідів. На честь нього названо одну із станцій Паризького метро.

## Родина
Дружина — Марі Мартінес де Ґервас (1788—1871)
Діти:
- Луї Наполеон (1811—1812)
- Гортензія Марі-Ежені (1812—1829), герцогиня Фріульська